# ناحية مزيريب
ناحية مزيريب إحدى نواحي سوريا تتبع إداريّاً لمحافظة درعا منطقة درعا ومركزها بلدة مزيريب، بلغ تعداد سكان الناحية 72,625 نسمة حسب التعداد السكاني لعام 2004.

## بلدات وقرى ناحية مزيريب
العجمي،  جلين، مزيريب، نهج، الطبريات، طفس، تل شهاب، اليادودة، زيزون.